# Norman Hallows
Norman Frederick Hallows  (ur. 29 grudnia 1886 w Doncasterze, zm. 16 października 1968 w Marlborough) – angielski lekkoatleta specjalizujący się w biegach średniodystansowych, uczestnik letnich igrzysk olimpijskich w Londynie (1908), brązowy medalista olimpijski w biegu na 1500 metrów.
W 1908 r. reprezentował barwy Wielkiej Brytanii podczas letnich igrzysk olimpijskich w Londynie, zdobywając brązowy medal w biegu na 1500 metrów. Startował również w biegu drużynowym na 3 mile, w którym zajął 7. miejsce (drużyna brytyjska zdobyła zloty medal, lecz wynik Hallowsa nie liczył się do klasyfikacji).
Ukończył studia medyczne. Służył w Czerwonym Krzyżu podczas I wojny bałkańskiej, jak również – w stopniu kapitana – w brytyjskich siłach zbrojnych podczas I wojny światowej.
Rekordy życiowe:
- bieg na 1500 metrów – 4.03,4 – Londyn 13/07/1908
- bieg na milę – 4.27,0 – Oksford 02/03/1907
- bieg na 5000 metrów – 15.32,0 – Londyn 28/03/1908